# Liesjärvi nationalpark
Liesjärvi nationalpark (finska: Liesjärven kansallispuisto) är en finsk nationalpark, belägen i Tammela i Egentliga Tavastland vid insjön Liesjärvi. Nationalparken upprättades 1956 då man slog ihop flera områden som redan var definierade som skyddade eller delvis skyddade. 2005 utökades nationalparkens storlek till närapå det dubbla. I skogarna i Liesjärvi har man påträffat hotade arter, bland andra häckande fiskgjuse och flygekorrar. Fiskgjusen häckar till stor del i myrskyddsområdena Tartlamminsuo och Tervalamminsuo, som var del av parkens utökning 2005. De är små högmossar, som förutom fiskgjuse även hyser många utrotningshotade insekter.
I nationalparken ligger även gården Korteniemi, där besökare under sommartid kan testa sina förmågor i olika hantverk.